# Senatori della Florida
Questo è l'elenco dei senatori della Florida. Lo stato della Florida è entrato a far parte dell'unione il 1° luglio 1845, ma è stato sospeso dal 21 gennaio 1861 al 17 giugno 1868 a seguito della sua adesione agli Stati Confederati. Come tutti gli stati, la Florida elegge due senatori, che sono di classe 1 e 3. Attualmente i senatori sono i repubblicani Ashley Moody e Rick Scott.

## Elenco

### Classe 1
| N.      | Foto    | Senatore                       | Partito      | Carica            | Carica            | Congresso                                                      | Mandati                       | Elezioni                                                                         |
| N.      | Foto    | Senatore                       | Partito      | Inizio            | Termine           | Congresso                                                      | Mandati                       | Elezioni                                                                         |
| ------- | ------- | ------------------------------ | ------------ | ----------------- | ----------------- | -------------------------------------------------------------- | ----------------------------- | -------------------------------------------------------------------------------- |
| 1       |         | David Levy Yulee (1815-1886)   | Democratico  | 1 luglio 1845     | 3 marzo 1851      | 29 · 30 · 31                                                   | 1                             | 1845 Perse rielezione                                                            |
| 2       |         | Stephen Mallory (1812-1873)    | Democratico  | 4 marzo 1851      | 21 gennaio 1861   | 32 · 33 · 34 · 35 · 36                                         | 1 1⁄2                         | 1851 · 1857 Espulso per aver aderito alla Confederazione                         |
| Vacante | Vacante | Vacante                        | Vacante      | 21 gennaio 1861   | 17 giugno 1868    | 37 · 38 · 39                                                   | Guerra civile e Ricostruzione | Guerra civile e Ricostruzione                                                    |
| 3       |         | Adonijah Welch (1821-1889)     | Repubblicano | 17 giugno 1868    | 3 marzo 1869      | 40                                                             | 1⁄2                           | Eletto dopo la riammissione Non ricandidatosi                                    |
| 4       |         | Abijah Gilbert (1806-1881)     | Repubblicano | 4 marzo 1869      | 3 marzo 1875      | 41 · 42 · 43                                                   | 1                             | 1869 <Non ricandidatosi                                                          |
| 5       |         | Charles W. Jones (1834-1897)   | Democratico  | 4 marzo 1875      | 3 marzo 1887      | 44 · 45 · 46 · 47 · 48 · 49                                    | 2                             | 1885 · 1891 Non ricandidatosi                                                    |
| Vacante | Vacante | Vacante                        | Vacante      | 4 marzo 1887      | 19 maggio 1887    | 50                                                             | Elezione non riuscita         | Elezione non riuscita                                                            |
| 6       |         | Samuel Pasco (1834-1917)       | Democratico  | 19 maggio 1887    | 18 aprile 1899    | 50 · 51 · 52 · 53 · 54 · 55 · 56                               | 2                             | Eletto in ritardo nel 1887 · 1893 Perse la rielezione                            |
| Vacante | Vacante | Vacante                        | Vacante      | 18 aprile 1899    | 20 aprile 1899    | 56                                                             |                               |                                                                                  |
| 7       |         | James Taliaferro (1847-1934)   | Democratico  | 20 aprile 1899    | 4 marzo 1911      | 56 · 57 · 58 · 59 · 60 · 61                                    | 2                             | 1899 · 1905 Perse la rielezione                                                  |
| 8       |         | Nathan P. Bryan (1872-1935)    | Democratico  | 4 marzo 1911      | 3 marzo 1917      | 62 · 63 · 64                                                   | 1                             | 1911 Perse la rielezione                                                         |
| 9       |         | Park Trammell (1876-1936)      | Democratico  | 4 marzo 1917      | 8 maggio 1936     | 65 · 66 · 67 · 68 · 69 · 70 · 71 · 72 · 73 · 74                | 3 1⁄2                         | 1916 · 1922 · 1928 · 1934 Deceduto                                               |
| Vacante | Vacante | Vacante                        | Vacante      | 8 maggio 1936     | 26 maggio 1936    | 74                                                             |                               |                                                                                  |
| 10      |         | Scott Loftin (1878-1953)       | Democratico  | 26 maggio 1936    | 4 novembre 1936   | 74                                                             | 1⁄2                           | Nominato per continuare il mandato Non ricandidatosi                             |
| 11      |         | Charles O. Andrews (1877-1946) | Democratico  | 4 novembre 1936   | 18 settembre 1946 | 74 · 75 · 76 · 77 · 78 · 79                                    | 1 1⁄2                         | Eletto per terminare il mandato 1946 Deceduto                                    |
| Vacante | Vacante | Vacante                        | Vacante      | 18 settembre 1946 | 25 settembre 1946 | 79                                                             |                               |                                                                                  |
| 12      |         | Spessard Holland (1892-1971)   | Democratico  | 25 settembre 1946 | 3 gennaio 1971    | 79 · 80 · 81 · 82 · 83 · 84 · 85 · 86 · 87 · 88 · 89 · 90 · 91 | 4 1⁄2                         | Nominato per continuare il mandato · 1946 · 1952 · 1958 · 1964 Non ricandidatosi |
| 13      |         | Lawton Chiles (1930-1998)      | Democratico  | 3 gennaio 1971    | 3 gennaio 1989    | 92 · 93 · 94 · 95 · 96 · 97 · 98 · 99 · 100                    | 3                             | 1970 · 1976 · 1982 Non ricandidatosi                                             |
| 14      |         | Connie Mack III (1940-)        | Repubblicano | 3 gennaio 1989    | 3 gennaio 2001    | 101 · 102 · 103 · 104 · 105 · 106                              | 2                             | 1988 · 1994 Non ricandidatosi                                                    |
| 15      |         | Bill Nelson (1942-)            | Democratico  | 3 gennaio 2001    | 3 gennaio 2019    | 107 · 108 · 109 · 110 · 111 · 112 · 113 · 114 · 115            | 3                             | 2000 · 2006 · 2012 Perse la rielezione                                           |
| 16      |         | Rick Scott (1952-)             | Repubblicano | 8 gennaio 2019    | in carica         | 116 · 117 · 118 · 119 · 120 · 121                              | 2                             | 2018 · 2024                                                                      |

### Classe 3
| N.      | Foto    | Senatore                        | Partito      | Carica           | Carica           | Congresso                                                           | Mandati                        | Elezioni                                                                   |
| N.      | Foto    | Senatore                        | Partito      | Inizio           | Termine          | Congresso                                                           | Mandati                        | Elezioni                                                                   |
| ------- | ------- | ------------------------------- | ------------ | ---------------- | ---------------- | ------------------------------------------------------------------- | ------------------------------ | -------------------------------------------------------------------------- |
| 1       |         | James Westcott (1802-1880)      | Democratico  | 1 luglio 1845    | 3 marzo 1849     | 29 · 30                                                             | 1⁄2                            | 1845 Non ricandidatosi                                                     |
| 2       |         | Jackson Morton (1815-1886)      | Whig         | 4 marzo 1849     | 3 marzo 1855     | 31 · 32 · 33                                                        | 1                              | 1848 Non ricandidatosi                                                     |
| 3       |         | David Levy Yulee (1815-1886)    | Democratico  | 4 marzo 1855     | 21 gennaio 1861  | 34 · 35 · 36                                                        | 1⁄2                            | 1855 Espulso per aver sostenuto la Confederazione                          |
| Vacante | Vacante | Vacante                         | Vacante      | 21 gennaio 1861  | 25 giugno 1868   | 37 · 38 · 39                                                        | colspan=2                      | Guerra civile e Ricostruzione                                              |
| 4       |         | Thomas W. Osborn (1833-1898)    | Repubblicano | 25 giugno 1868   | 3 marzo 1873     | 40 · 41 · 42                                                        | 1⁄2                            | Eletto alla riammissione della Florida                                     |
| 5       |         | Simon B. Conover (1840-1908)    | Repubblicano | 4 marzo 1873     | 3 marzo 1879     | 43 · 44 · 45                                                        | 1                              | 1872 Non ricandidatosi                                                     |
| 6       |         | Wilkinson Call (1834-1910)      | Democratico  | 4 marzo 1879     | 3 marzo 1897     | 46 · 47 · 48 · 49 · 50 · 51 · 52 · 53 · 54                          | 3                              | 1879 · 1885 · 1892 Non ricandidatosi                                       |
| Vacante | Vacante | Vacante                         | Vacante      | 4 marzo 1897     | 13 maggio 1897   | 55                                                                  | Elezione non riuscita in tempo | Elezione non riuscita in tempo                                             |
| 7       |         | Stephen Mallory II (1848-1907)  | Democratico  | 14 maggio 1897   | 23 dicembre 1907 | 55 · 56 · 57 · 58 · 59 · 60                                         | 1 1⁄2                          | 1897 · 1903 Deceduto                                                       |
| Vacante | Vacante | Vacante                         | Vacante      | 23 dicembre 1907 | 26 dicembre 1907 | 60                                                                  |                                |                                                                            |
| 8       |         | William James Bryan (1876-1908) | Democratico  | 26 dicembre 1907 | 22 marzo 1908    | 60                                                                  | 1⁄2                            | Nominato per terminare il mandato Deceduto                                 |
| Vacante | Vacante | Vacante                         | Vacante      | 22 marzo 1908    | 27 marzo 1908    | 60                                                                  |                                |                                                                            |
| 9       |         | William Hall Milton (1864-1942) | Democratico  | 27 marzo 1908    | 3 marzo 1909     | 60                                                                  | 1⁄2                            | Nominato per terminare il mandato Non ricandidatosi                        |
| 10      |         | Duncan U. Fletcher (1859-1936)  | Democratico  | 4 marzo 1909     | 17 giugno 1936   | 61 · 62 · 63 · 64 · 65 · 66 · 67 · 68 · 69 · 70 · 71 · 72 · 73 · 74 | 4 1⁄2                          | 1909 · 1914 · 1920 · 1926 · 1932 Deceduto                                  |
| Vacante | Vacante | Vacante                         | Vacante      | 17 giugno 1936   | 1 luglio 1936    | 74                                                                  |                                |                                                                            |
| 11      |         | William Luther Hill (1873-1951) | Democratico  | 1 luglio 1936    | 3 novembre 1936  | 74                                                                  | 1⁄2                            | Nominato per continuare il mandato Non ricandidatosi                       |
| 12      |         | Claude Pepper (1900-1989)       | Democratico  | 4 novembre 1936  | 3 gennaio 1951   | 75 · 76 · 77 · 78 · 79 · 80 · 81                                    | 2 1⁄2                          | Eletto per terminare il mandato · 1938 · 1944 Non ottenne la ricandidatura |
| 13      |         | George Smathers (1913-2007)     | Democratico  | 3 gennaio 1951   | 3 gennaio 1968   | 82 · 83 · 84 · 85 · 86 · 87 · 88 · 89 · 90                          | 3                              | 1950 · 1956 · 1962 Non ricandidatosi                                       |
| 14      |         | Edward J. Gurney (1914-1996)    | Repubblicano | 3 gennaio 1969   | 31 dicembre 1974 | 91 · 92 · 93                                                        | 1                              | 1968 Dimessosi                                                             |
| 15      |         | Richard Stone (1815-1886)       | Democratico  | 1 gennaio 1975   | 31 dicembre 1980 | 94 · 95 · 96                                                        | 1                              | 1974 Perse la rielezione                                                   |
| 16      |         | Paula Hawkins (1927-2009)       | Repubblicano | 1 gennaio 1981   | 3 gennaio 1987   | 97 · 98 · 99                                                        | 1                              | 1980 Perse la rielezione                                                   |
| 17      |         | Bob Graham (1936-)              | Democratico  | 3 gennaio 1987   | 3 gennaio 2005   | 100 · 101 · 102 · 103 · 104 · 105 · 106 · 107 · 108                 | 3                              | 1986 · 1992 · 1998 Non ricandidatosi                                       |
| 18      |         | Mel Martinez (1946-)            | Repubblicano | 3 gennaio 2005   | 9 settembre 2009 | 109 · 110 · 111                                                     | 1⁄2                            | 2004 Dimessosi                                                             |
| 19      |         | George LeMieux (1969-)          | Repubblicano | 9 settembre 2009 | 3 gennaio 2011   | 111                                                                 | 1⁄2                            | Nominato per terminare il mandato di Martinez Non ricandidatosi            |
| 20      |         | Marco Rubio (1971-)             | Repubblicano | 3 gennaio 2011   | 20 gennaio 2025  | 112 · 113 · 114 · 115 · 116 · 117 · 118 · 119                       | 2 1⁄2                          | 2010 · 2016 · 2022 Nominato Segretario di Stato                            |
| 21      |         | Ashley Moody (1975-)            | Repubblicano | 21 gennaio 2025  | in carica        | 119                                                                 | 1                              | Nominata per terminare il mandato di Rubio                                 |